# Chiesa della Natività di Maria Santissima (Amalfi)
La chiesa della Natività di Maria Santissima è una chiesa ubicata ad Amalfi, nella frazione di Lone.

## Storia
Nel 1202, per volere della famiglia Corsaro, venne edificata una chiesa in stile romanico intitolata a Santa Maria di Montevergine: nel XIX secolo presentava però problemi strutturali e nel 1890 si decise di demolirla, risparmiando solo il campanile.
La nuova chiesa venne costruita tra il 1915 e il 1923, in stile neoromanico, poco più a monte rispetto al sito dove era posizionata la precedente: il progetto venne affidato a Alfonso Ortelli e fu dedicata alla Natività di Maria Santissima.
La chiesa venne completata nel 1939 mentre tra il 1977 e il 1978 furono effettuati lavori di restauro e aggiunte delle decorazioni; nel 2015 i restauri riguardarono il campanile, reso inagibile dopo essere stato colpito da un fulmine.

## Descrizione
Il sagrato terrazzato si estende sia dinanzi che lateralmente alla chiesa: questo ricopre il sito dove in passato sorgeva la chiesa di Santa Maria di Montevergine. La facciata si presenta tripartita orizzontalmente tramite due lesene; nella parte centrale è l'unico portale d'ingresso racchiuso in un arco a tutto sesto che scarica su due colonne: nella lunetta dell'arco è un affresco a tema mariano. Al di sopra del portale, in un arco in stucco, sono due coppie di bifore: ogni coppia presenta finestre con vetrate policrome separate da una colonna con capitello corinzio sormontate da un piccolo oculo; un ulteriore oculo, di maggiori dimensioni, è posto sopra la coppia di bifore. La facciata termina a capanna e sulla sommità è una croce in ferro: al centro del timpano una serie di cinque oculi disposti uno al centro e quattro laterali. Le due parti laterali, più basse rispetto a quella centrale, non presentano decorazioni, eccetto i pinnacoli che si trovano sulla sommità delle due lesene centrali e delle due poste alle estremità.
Internamente è a croce latina, a navata unica con volta a botte a tutto sesto, lungo la quale si aprono tre cappelle su ogni lato definite da archi a tutto sesto, tutte con altari in marmo: la prima cappella a sinistra ospita il fonte battesimale. In controfacciata un atrio ligneo protegge l'ingresso mentre sulla destra una scala conduce alla cantoria. Superato l'arco trionfale si accede al transetto costituito da una zona centrale, corrispondente anche al presbiterio, caratterizzata da un'unica campata con cupola ribassata sorretta da quattro coppie di colonne poste ai quattro angoli e due stretti bracci: dal braccio destro si accede alla sacrestia; sul fondo del presbiterio è l'abside con al centro una nicchia decorata a tempio che ospita la statua della Vergine Maria. La pavimentazione della navata e delle cappelle è in marmo mentre quella del presbiterio è in maioliche.
Il campanile, in stile romanico, superstite della scomparsa chiesa di Santa Maria di Montevergine, si trova nella parte sud-est del sagrato, in posizione isolata rispetto al resto del complesso: il primo piano ha base quadrata con delle monofore a tutto sesto e il secondo è a base quadrata, anch'esso con monofore oltre a otto oculari che circondano la sommità; termina con una cupola ogivale.